# 哈希姆·伊本·哈基姆
哈希姆·伊本·哈基姆（阿拉伯语：‎，-約783）是阿拉伯帝國時期的一位起事領袖，他自称是先知，并创立了一种混合祆教和伊斯兰教教義的宗教。他也是一名化学家，他曾在做实验的時候引發爆炸，結果他的脸被烧伤，此後他就一直戴着面纱，他也因此得了個外號，叫作蒙面人。
776年，哈希姆·伊本·哈基姆發動武装起义。舉事武裝击败了阿拉伯帝國总督军队。哈里发又派军镇压，但未能成功鎮壓。哈希姆·伊本·哈基姆一度建立政权，但最終被阿拉伯帝國鎮壓。哈希姆·伊本·哈基姆在碉堡中自焚。